# 刘清泉 (1960年)
刘清泉（1960年—），山东临沂人，汉族，中华人民共和国政治人物、第十一届全国人民代表大会黑龙江地区代表。
毕业于哈尔滨商业大学工商管理专业，是中共党员。担任黑龙江省完达山乳业股份有限公司董事长。2008年起担任全国人大代表。